# Myrioblephara chogadoides
Myrioblephara chogadoides är en fjärilsart som beskrevs av Rothschild 1915. Myrioblephara chogadoides ingår i släktet Myrioblephara och familjen mätare. Inga underarter finns listade i Catalogue of Life.